# Anne Edwards (Autorin)

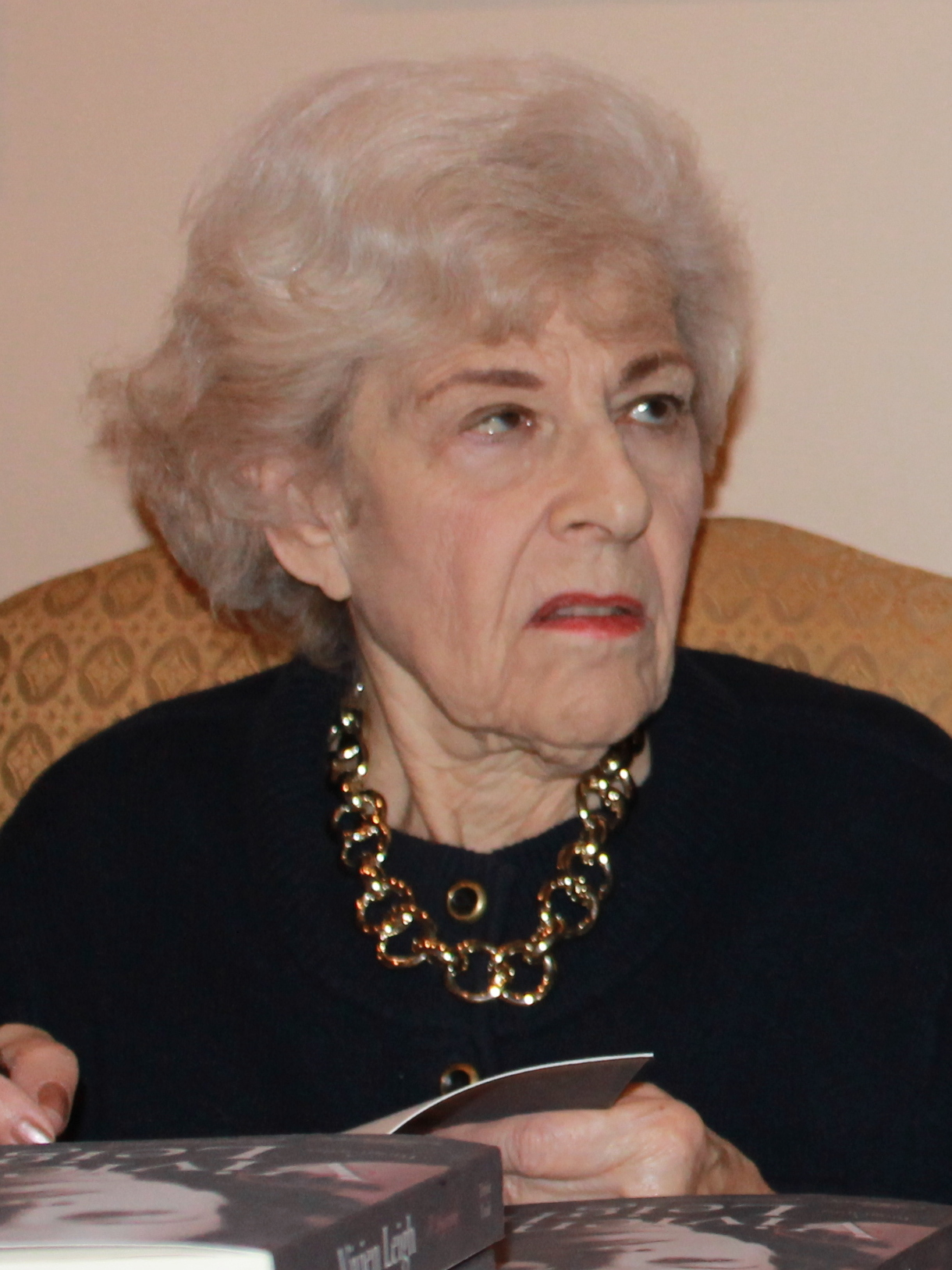
Anne Edwards (2013)

Anne Edwards (* 20. August 1927 in Port Chester, New York, USA als Anne Louise Josephson; † 20. Januar 2024 in Beverly Hills, Kalifornien, USA) war eine US-amerikanische Schriftstellerin, die vor allem für ihre Biografien bekannt war, darunter die von Maria Callas, Katharine Hepburn, Ronald Reagan, Barbra Streisand, Königin Elizabeth II. und Prinzessin Diana, um nur einige zu nennen.

## Biografie
Anne Louise Josephson wurde am 20. August 1927 in Port Chester geboren. In den 1930er Jahren zog die Familie nach Los Angeles, wo Edwards als Kinderschauspielerin mit den Meglin Kiddies und der Gus-Edwards-Truppe auftrat. 1944, im Alter von 17 Jahren, wurde sie von den MGM Studios engagiert und wurde die jüngste Autorin des Studios, wo sie 150 Dollar pro Woche verdiente. Edwards studierte an der University of California in Los Angeles (UCLA) und an der Southern Methodist University in Texas. 1949, im Alter von 22 Jahren, verkaufte sie ihr erstes Drehbuch für den Western Quantez (1957 in den Kinos), in dem Fred MacMurray und Dorothy Malone die Hauptrollen spielten.
Zu ihren frühen Filmen zählt A Question of Adultery (1958) mit Julie London und Anthony Steel; zudem war sie Koautorin des ersten Entwurfs des Drehbuchs für den Film Funny Girl (1968) mit Barbra Streisand in der Hauptrolle. Sie schrieb 1968 ihren ersten Roman, The Survivors. Insgesamt schrieb sie während ihrer Karriere acht Romane, sechzehn Biografien, drei Kinderbücher, zwei Memoiren und eine Autobiografie. 1975 schrieb sie ihre erste Promi-Biografie, Judy Garland: A Biography.
Mitte der 1970er Jahre wurde Edwards von der Zanuck-Brown Company beauftragt, eine Geschichte zu schreiben, die als Fortsetzung von Vom Winde verweht (1939) adaptiert werden könnte. Sie schrieb einen gut recherchierten Roman, der letztendlich nicht für die Fortsetzung verwendet und auch nie veröffentlicht wurde. Durch die Arbeit an diesem Roman beschloss sie, ihre Biografie über Margaret Mitchell zu schreiben.
1981 bis 1985 war Edwards Präsidentin der Authors Guild und blieb auch danach Mitglied des Vorstands. Ihre Sammlung literarischer Manuskripte, Aufsätze und verwandter Materialien ist heute Teil der Abteilung für Spezialsammlungen der Charles E. Young Research Library an der UCLA, wo sie kreatives Schreiben unterrichtet hat.
Edwards war dreimal verheiratet und hatte eine Tochter und einen Sohn. Ihr erster Ehemann, den sie 1947 heiratete, war Harvey Wishner, Neffe von Robert Rossen. Ihr zweiter Ehemann war der Produzent Leon Becker, ihr dritter der Autor Stephen Citron, der 2013 starb; die ersten beiden Ehen wurden geschieden.
In den 1950er Jahren zog Edwards nach Europa, wo sie als Expatriate in England, der Schweiz und Frankreich lebte. Laut ihrer Autobiografie Leaving Home: A Hollywood Writer’s Years Abroad verließ sie die Vereinigten Staaten, weil sie auf der Schwarzen Liste des Komitees für unamerikanische Umtriebe des Repräsentantenhauses stand; dies wurde jedoch von der Washington Post bezweifelt.
1973 kehrte sie in die USA zurück, wo sie in Massachusetts, Connecticut und New York lebte, bevor sie schließlich nach Beverly Hills zurückkehrte. Anne Edwards starb am 20. Januar 2024 im Alter von 96 Jahren in Beverly Hills an Lungenkrebs.